# Campeonato Carioca de Futebol de 2022 - Série C
O Campeonato Carioca da Série C de 2022 foi a segunda edição da quinta divisão do campeonato estadual de futebol profissional do Rio de Janeiro. A competição foi organizada pela Federação de Futebol do Estado do Rio de Janeiro (FERJ).

## Forma de disputa
A primeira fase do torneio será disputada por 13 clubes, os quais irão se enfrentar em um turno único com 13 rodadas. Os quatro melhores colocados no fim do turno avançarão para a fase final. Embora Casimiro de Abreu e Queimados Futebol Clube tenham sido rebaixados na Série B2 de 2021, nenhuma das duas equipes irá participar da Série C de 2022.
Nas semifinais, os melhores classificados enfrentarão os piores classificados, no formato  2º X 3º e 1º X 4º, em partidas de ida e volta. As equipes que terminarem em 1º e 2º lugar terão vantagem do empate nas semifinais, com o desempate sendo feito pelo número de pontos ganhos e saldo de gols. Além disso, elas poderão escolher se querem o mando de campo da 1ª ou a 2ª partida.
A final será disputada pelos dois vencedores das semifinais em jogo único. A equipe melhor colocada na primeira fase terá o mando de campo da final. Em caso de empate no tempo normal, a partida será decidida em disputa de pênaltis.
O campeão e vice-campeão estarão classificados para a Série B2 de 2022.

### Critérios de desempate
1. Maior número de vitórias;
2. Maior saldo de gols;
3. Maior número de gols pró;
4. Confronto direto, somente entre dois clubes;
5. Menor número de cartões amarelos e vermelhos;
6. Sorteio público na sede da Federação, em dia e horário a serem determinados.

## Participantes
| Equipe           | Cidade         | Em 2021      | Estádio              | Capacidade     | Títulos        |
| ---------------- | -------------- | ------------ | -------------------- | -------------- | -------------- |
| Atlético Carioca | São Gonçalo    | 13º          | Leônidas da Silva    | 836            | 0 (não possui) |
| Barcelona-RJ     | Rio de Janeiro | 10º          | Eduardo Guinle       | 4 750          | 0 (não possui) |
| SE Belford Roxo  | Belford Roxo   | 3º           | Nélio Gomes          | Não encontrado | 0 (não possui) |
| Brasileirinho    | Rio de Janeiro | Desistiu     | Leônidas da Silva    | 836            | 0 (não possui) |
| Magé Brescia     | Magé           | Não competiu | Marrentão            | 3 334          | 0 (não possui) |
| CAAC Brasil      | Rio de Janeiro | 7º           | Joaquim de A. Flores | 5 000          | 0 (não possui) |
| Império Serrano  | Rio de Janeiro | 4º           | Leônidas da Silva    | 836            | 0 (não possui) |
| Juventus         | Rio de Janeiro | 8º           | Lourival Gomes       | 1 800          | 0 (não possui) |
| EC Resende       | Resende        | Desistiu     | Marrentão            | 3 334          | 0 (não possui) |
| Rio de Janeiro   | Rio de Janeiro | Não competiu | Marrentão            | 3 334          | 0 (não possui) |
| SE Paraty        | Paraty         | Estreante    | Jair Toscano         | 500            | 0 (não possui) |
| Uni Souza        | Rio de Janeiro | 6º           | Moça Bonita          | 6 989          | 0 (não possui) |
| Vera Cruz        | Petrópolis     | Não competiu | Atilio Marotti       | 8 500          | 0 (não possui) |

## Primeira Fase

### Tabela
| Pos | Equipe           | PG | Jogos | Jogos | Jogos | Jogos | Gols | Gols | Gols | Desempenho por rodada | Desempenho por rodada | Desempenho por rodada | Desempenho por rodada | Desempenho por rodada | Desempenho por rodada | Desempenho por rodada | Desempenho por rodada | Desempenho por rodada | Desempenho por rodada | Desempenho por rodada | Desempenho por rodada | Desempenho por rodada |
| Pos | Equipe           | PG | #     | V     | E     | D     | GP   | GS   | SG   | 1ª                    | 2ª                    | 3ª                    | 4ª                    | 5ª                    | 6ª                    | 7ª                    | 8ª                    | 9ª                    | 10ª                   | 11ª                   | 12ª                   | 13ª                   |
| --- | ---------------- | -- | ----- | ----- | ----- | ----- | ---- | ---- | ---- | --------------------- | --------------------- | --------------------- | --------------------- | --------------------- | --------------------- | --------------------- | --------------------- | --------------------- | --------------------- | --------------------- | --------------------- | --------------------- |
| 1   | Belford Roxo     | 33 | 12    | 11    | 0     | 1     | 26   | 6    | +20  | 3                     | 2                     | 1                     | 1                     | 1                     | 1                     | 1                     | 1                     | 1                     | 1                     | 1                     | 1                     | 1                     |
| 2   | Império Serrano  | 30 | 12    | 9     | 3     | 0     | 37   | 7    | +30  | 1                     | 1                     | 2                     | 4                     | 4                     | 3                     | 2                     | 2                     | 2                     | 2                     | 2                     | 2                     | 2                     |
| 3   | Rio de Janeiro   | 24 | 12    | 7     | 3     | 2     | 43   | 19   | +24  | 2                     | 3                     | 5                     | 3                     | 3                     | 2                     | 4                     | 6                     | 4                     | 7                     | 6                     | 5                     | 3                     |
| 4   | Atlético Carioca | 24 | 12    | 7     | 3     | 2     | 25   | 12   | +13  | 6                     | 10                    | 11                    | 7                     | 5                     | 4                     | 5                     | 7                     | 5                     | 3                     | 3                     | 6                     | 4                     |
| 5   | Uni Souza        | 23 | 12    | 7     | 2     | 3     | 22   | 10   | +12  | 8                     | 4                     | 8                     | 5                     | 7                     | 5                     | 8                     | 4                     | 6                     | 4                     | 4                     | 3                     | 5                     |
| 6   | Paraty           | 22 | 12    | 7     | 1     | 4     | 29   | 10   | +19  | 12                    | 13                    | 7                     | 8                     | 6                     | 8                     | 6                     | 3                     | 7                     | 5                     | 5                     | 4                     | 6                     |
| 7   | CAAC Brasil      | 16 | 12    | 5     | 1     | 6     | 20   | 26   | –6   | 13                    | 8                     | 4                     | 2                     | 2                     | 7                     | 3                     | 5                     | 3                     | 6                     | 7                     | 7                     | 7                     |
| 8   | Magé Brescia     | 12 | 12    | 3     | 3     | 6     | 16   | 24   | –8   | 11                    | 7                     | 3                     | 6                     | 8                     | 6                     | 7                     | 8                     | 8                     | 8                     | 8                     | 8                     | 8                     |
| 9   | Vera Cruz        | 11 | 12    | 3     | 2     | 7     | 16   | 20   | –4   | 3                     | 6                     | 9                     | 9                     | 10                    | 10                    | 11                    | 11                    | 10                    | 10                    | 10                    | 9                     | 9                     |
| 10  | Juventus         | 11 | 12    | 3     | 2     | 7     | 16   | 25   | –9   | 5                     | 9                     | 10                    | 11                    | 11                    | 11                    | 10                    | 9                     | 9                     | 9                     | 9                     | 10                    | 10                    |
| 11  | Barcelona        | 11 | 12    | 3     | 2     | 7     | 12   | 29   | –17  | 9                     | 5                     | 6                     | 10                    | 9                     | 9                     | 9                     | 10                    | 11                    | 11                    | 11                    | 11                    | 11                    |
| 12  | Brasileirinho    | 3  | 12    | 1     | 0     | 11    | 10   | 41   | –31  | 10                    | 12                    | 13                    | 13                    | 13                    | 13                    | 13                    | 13                    | 13                    | 13                    | 13                    | 13                    | 12                    |
| 13  | EC Resende       | 2  | 12    | 0     | 2     | 10    | 4    | 49   | –45  | 7                     | 11                    | 12                    | 12                    | 12                    | 12                    | 12                    | 12                    | 12                    | 12                    | 12                    | 12                    | 13                    |

     Classificados para as semifinais do Campeonato

### Confrontos
Fonte:

| 13 de maio de 2022 | EC Resende      | 1 – 1         | Atlético Carioca | Nilópolis                                                                                         |  |
| 15:00              | Iago 67' (g.c.) | Súmula (FERJ) | Lekinho 80'      | Estádio: Estádio Joaquim de A. Flores Público: 78 Árbitro: RJ Marcelo Henrique Araujo de Oliveira |  |

| 12 de maio de 2022 | Belford Roxo                  | 2 – 1         | Brasileirinho | Belford Roxo                                                                       |  |
| 15:00              | Santos 23' · Jean Cláudio 44' | Súmula (FERJ) | Anderson 24'  | Estádio: Estádio Nélio Gomes Público: 500 Árbitro: RJ Luiz Augusto Borges de Jesus |  |

| 12 de maio de 2022 | Barcelona-RJ | 1 – 2         | Vera Cruz              | Nova Friburgo                                                                  |  |
| 15:00              | Erilan 26'   | Súmula (FERJ) | Mariano 18' · Caio 34' | Estádio: Estádio Eduardo Guinle Público: 278 Árbitro: RJ Thiago Gomes da Silva |  |

| 12 de maio de 2022 | Magé Brescia | 1 – 2         | Juventus                  | Nilópolis                                                                        |  |
| 15:00              | Maxson 24'   | Súmula (FERJ) | Vinícius 79' · Rennan 84' | Estádio: Estádio Joaquim de A. Flores Público: 36 Árbitro: RJ Raphael Cruz Ramos |  |

| 12 de maio de 2022 | CAAC Brasil  | 1 – 5         | Império Serrano                                        | Nilópolis                                                                              |  |
| 10:00              | Israel 45+2' | Súmula (FERJ) | Jobinho 2', 84' · Renan 15' · Anderson 47' · Allan 72' | Estádio: Estádio Joaquim de A. Flores Público: 60 Árbitro: RJ Yago de Souza Figueiredo |  |

| 12 de maio de 2022 | Paraty     | 1 – 3         | Rio de Janeiro                      | Angra dos Reis                                                                         |  |
| 15:00              | Janjão 66' | Súmula (FERJ) | Gutinho 57' · Caio 61' · Luiz 90+6' | Estádio: Estádio Jair Toscano Público: 127 Árbitro: RJ Carlos Tadeu Ferreira de Castro |  |

| 16 de maio de 2022 | Império Serrano | 1 – 0         | Paraty | Rio de Janeiro                                                                             |  |
| 15:00              | Anderson 6'     | Súmula (FERJ) |        | Estádio: Estádio Leônidas da Silva Público: 600 Árbitro: RJ Pedro Henrique de Paula França |  |

| 15 de maio de 2022 | Juventus | 0 – 3 | CAAC Brasil                                  | Saquarema                       |  |
| 15:00              |          |       | Israel 08' · Lucas Santos 30' · Gilberto 85' | Estádio: Estádio Lourival Gomes |  |

| 15 de maio de 2022 | Vera Cruz | 0 – 1         | Magé Brescia | Petrópolis                                                                                       |  |
| 15:00              |           | Súmula (FERJ) | Michael 38'  | Estádio: Estádio Atílio Marotti Público: 289 Árbitro: RJ Washington Fernande Moreira de Oliveira |  |

| 15 de maio de 2022 | Brasileirinho | 1 – 2         | Barcelona-RJ          | Rio de Janeiro                                                                          |  |
| 10:00              | Anderson 51'  | Súmula (FERJ) | Erilan 33' · João 77' | Estádio: Estádio Leônidas da Silva Público: 106 Árbitro: RJ Marco Aurélio Correia Reges |  |

| 16 de maio de 2022 | Atlético Carioca | 0 – 1         | Belford Roxo | Rio de Janeiro                                                                            |  |
| 15:00              |                  | Súmula (FERJ) | Jean 45'     | Estádio: Estádio Leônidas da Silva Público: 300 Árbitro: RJ José Waldson de Matos Modesto |  |

| 16 de maio de 2022 | Uni Souza                         | 2 – 0 | EC Resende | Rio de Janeiro               |  |
| 15:00              | Hubeny 47' · Gabriel Cipriano 60' |       |            | Estádio: Estádio Moça Bonita |  |

| 22 de maio de 2022 | Belford Roxo       | 1 – 0 | Uni Souza | Belford Roxo                 |  |
| 10:00              | Douglas Santos 50' |       |           | Estádio: Estádio Nélio Gomes |  |

| 22 de maio de 2022 | Barcelona-RJ     | 1 – 1 | Atlético Carioca | Nova Friburgo                   |  |
| 10:00              | Paulo Victor 84' |       | Alex Pires 48'   | Estádio: Estádio Eduardo Guinle |  |

| 22 de maio de 2022 | Magé Brescia                 | 3 – 0 | Brasileirinho |  |  |
| 15:00              | Vagner 47' · Maxson 62', 82' |       |               |  |  |

| 22 de maio de 2022 | CAAC Brasil               | 2 – 0 | Vera Cruz | Nilópolis                             |  |
| 15:00              | Israel 44' · Jonathan 57' |       |           | Estádio: Estádio Joaquim de A. Flores |  |

| 22 de maio de 2022 | Paraty                                      | 4 – 0 | Juventus | Angra dos Reis                |  |
| 15:00              | Diego Grigório 10' · Serginho 19', 45', 48' |       |          | Estádio: Estádio Jair Toscano |  |

| 22 de maio de 2022 | Rio de Janeiro             | 3 – 3 | Império Serrano                       |  |  |
| 15:00              | Luiz Augusto 11', 18', 58' |       | Allan 45' · Ronaldy 79' · Filippe 96' |  |  |

| 29 de maio de 2022 | Juventus                      | 3 – 6 | Rio de Janeiro                                          |  |  |
|                    | Vinicius 26', 32' · Renan 39' |       | Luiz Augusto 01', 75', 83' · Maicon 23', 57' · Davi 78' |  |  |

| 29 de maio de 2022 | Vera Cruz                | 1 – 1 | Paraty        |  |  |
|                    | Luiz Henrique Gaspar 21' |       | Janderson 34' |  |  |

| 29 de maio de 2022 | Brasileirinho | 0 – 1 | CAAC Brasil |  |
|                    |               |       | Marlon 75'  |  |

| 29 de maio de 2022 | Atlético Carioca                   | 3 – 2 | Magé Brescia             |  |  |
|                    | Iago 09' · Jhone 34' · Matheus 47' |       | Vagner 32' · Adriano 66' |  |  |

| 29 de maio de 2022 | Uni Souza                                  | 3 – 0 | Barcelona-RJ |  |
|                    | Gabriel Cipriano 08', 28' · Anathianel 36' |       |              |  |

| 29 de maio de 2022 | EC Resende | 0 – 4 | Belford Roxo                                                           |  |
|                    |            |       | Fernando 17' · David Rosa 36' · Alexandre Chaves 69' · Lucas Felix 89' |  |

| 2 de junho de 2022 | Barcelona-RJ                   | 2 – 1 | EC Resende     |  |  |
|                    | Jhonny 53' · Lucas Avelino 85' |       | Marcelinho 31' |  |  |

| 2 de junho de 2022 | Magé Brescia | 1 – 1 | Uni Souza    |  |  |
|                    | Rafael 85'   |       | Jonathan 90' |  |  |

| 2 de junho de 2022 | CAAC Brasil  | 1 – 2 | Atlético Carioca                |  |  |
|                    | Gilberto 55' |       | Alleson 14' · Eduardo Lucas 84' |  |  |

| 2 de junho de 2022 | Paraty                                                                        | 6 – 0 | Brasileirinho |  |
|                    | Degliê 16' · Ademilson 19' · Jarderson 25' · Luiz Sergio 30', 49' · Edmar 54' |       |               |  |

| 2 de junho de 2022 | Rio de Janeiro                         | 3 – 3 | Vera Cruz                            |  |  |
|                    | Luiz Augusto 38', 71' · Davi Jesus 77' |       | Ueslei 79' · Dener 82' · Rodrigo 85' |  |  |

| 2 de junho de 2022 | Império Serrano | 0 – 0 | Juventus |  |  |
|                    |                 |       |          |  |  |

| 5 de junho de 2022 | Vera Cruz           | 1 – 2 | Império Serrano           |  |  |
|                    | Gabriel Mariano 51' |       | Rickson 68' · Luciano 71' |  |  |

| 5 de junho de 2022 | Brasileirinho | 0 – 7 | Rio de Janeiro                                                                      |  |
|                    |               |       | Luiz Augusto 06', 58', 82' · Maicon 49', 59' · Philipe Matheus 53' · Davi Jesus 67' |  |

| 5 de junho de 2022 | Atlético Carioca                    | 2 – 1 | Paraty                 |  |  |
|                    | Alex Pires 04' · Pedro Henrique 22' |       | Patrick Ligeirinho 60' |  |  |

| 5 de junho de 2022 | Uni Souza                                          | 3 – 1 | CAAC Brasil      |  |  |
|                    | Anathaniel 31' · Johnny 44' · Gabriel Cipriano 76' |       | Lucas Santos 58' |  |  |

| 5 de junho de 2022 | EC Resende | 0 – 3 | Magé Brescia                   |  |
|                    |            |       | Matheus 42', 91' · Adriano 49' |  |

| 5 de junho de 2022 | Belford Roxo                  | 2 – 1 | Barcelona-RJ     |  |  |
|                    | Edinho 63' · Jean Claudio 84' |       | Alan Marinho 45' |  |  |

| 12 de junho de 2022 | Magé Brescia | 1 – 2 | Belford Roxo                   |  |  |
|                     | Vagner 57'   |       | Jean Claudio 36' · Emerson 41' |  |  |

| 12 de junho de 2022 | CAAC Brasil                                   | 5 – 1 | EC Resende |  |  |
|                     | Bryan 37', 73' · Douglas 42', 85' · Elson 63' |       | Samuel 48' |  |  |

| 12 de junho de 2022 | Paraty            | 2 – 0 | Uni Souza |  |
|                     | Serginho 23', 64' |       |           |  |

| 12 de junho de 2022 | Rio de Janeiro  | 2 – 2 | Atlético Carioca             |  |  |
|                     | Maicon 61', 97' |       | Wesley 12' · Alex Sandro 31' |  |  |

| 12 de junho de 2022 | Império Serrano | 1 – 0 | Brasileirinho |  |
|                     | Keven 05'       |       |               |  |

| 12 de junho de 2022 | Juventus                   | 2 – 0 | Vera Cruz |  |
|                     | Thiaguinho 47' · Renan 92' |       |           |  |

| 19 de junho de 2022 | Brasileirinho | 0 – 6 | Juventus                                                                               |  |
|                     |               |       | Thiago Cardoso 30' · Vinicius 33' · Renan 47', 51' · Thiago Carvalho 52' · Matheus 64' |  |

| 19 de junho de 2022 | Atlético Carioca                     | 2 – 3 | Império Serrano            |  |  |
|                     | Pedro Henrique 11' · Alex Sandro 35' |       | Allan 49', 68' · Keven 93' |  |  |

| 19 de junho de 2022 | Uni Souza                                | 3 – 2 | Rio de Janeiro                   |  |  |
|                     | Jonathan 03' · Gabriel Cipriano 18', 81' |       | Maicon 45' · Felipe Santiago 88' |  |  |

| 19 de junho de 2022 | EC Resende | 0 – 3 | Paraty                                           |  |
|                     |            |       | Janderson 45' · Diego Grigório 79' · Gustavo 95' |  |

| 19 de junho de 2022 | Belford Roxo                                | 3 – 0 | CAAC Brasil |  |
|                     | Douglas Santos 25', 74' · Marcos Felipe 76' |       |             |  |

| 19 de junho de 2022 | Barcelona-RJ                          | 2 – 2 | Magé Brescia           |  |  |
|                     | Alan Marinho 20' · Felipe Leandro 54' |       | Antônio Lucas 50', 80' |  |  |

| 26 de junho de 2022 | CAAC Brasil                                       | 4 – 0 | Barcelona-RJ |  |
|                     | Lucão 07' · Lucas 09' · Marlon 18' · Leonardo 34' |       |              |  |

| 26 de junho de 2022 | Paraty | 0 – 1 | Belford Roxo      |  |
|                     |        |       | João Marcello 33' |  |

| 26 de junho de 2022 | Rio de Janeiro                                                         | 4 – 0 | EC Resende |  |
|                     | Felipe Santiago 02' · Thiago Reis 18' · Philipe 41' · Luiz Augusto 69' |       |            |  |

| 26 de junho de 2022 | Império Serrano | 0 – 0 | Uni Souza |  |  |
|                     |                 |       |           |  |  |

| 26 de junho de 2022 | Juventus | 0 – 1 | Atlético Carioca  |  |
|                     |          |       | Pedro Bezerra 87' |  |

| 26 de junho de 2022 | Vera Cruz | 1 – 0 | Brasileirinho |  |
|                     | Renan 22' |       |               |  |

| 30 de junho de 2022 | Atlético Carioca              | 2 – 0 | Vera Cruz |  |
|                     | Henrique 13' · Alex Pires 55' |       |           |  |

| 30 de junho de 2022 | Uni Souza                             | 3 – 1 | Juventus  |  |  |
|                     | Gabriel Cipriano 43', 67' · Elvis 55' |       | Renan 41' |  |  |

| 30 de junho de 2022 | EC Resende | 0 – 10 | Império Serrano |  |
|                     |            |        | Richardson 20' · Wiver 22' · Ignacio 27' · Allan 33', 51' · Didil 56' · Thalles 58', 62' · Wendell 61' · Diego 87' |  |

| 30 de junho de 2022 | Belford Roxo                                         | 3 – 1 | Rio de Janeiro |  |  |
|                     | Douglas Santos 19' · Alemão 57' · Wendel Paquetá 86' |       | Maicon 64'     |  |  |

| 30 de junho de 2022 | Barcelona-RJ       | 1 – 4 | Paraty                                         |  |  |
|                     | Felipe Mineiro 58' |       | Janderson 20' · Deghilê 23', 42' · Richard 92' |  |  |

| 30 de junho de 2022 | Magé Brescia | 1 – 1 | CAAC Brasil |  |  |
|                     | Kauan 59'    |       | Israel 93'  |  |  |

| 3 de julho de 2022 | Paraty                                                          | 4 – 1 | Magé Brescia |  |  |
|                    | Lucas Mozzer 04' · Fábio Amaral 35' · Digrego 89' · Richard 93' |       | Luka 40'     |  |  |

| 3 de julho de 2022 | Rio de Janeiro               | 2 – 0 | Barcelona-RJ |  |
|                    | Thiago Reis 03' · Maicon 70' |       |              |  |

| 3 de julho de 2022 | Império Serrano | 1 – 0 | Belford Roxo |  |
|                    | Allan 53'       |       |              |  |

| 3 de julho de 2022 | Juventus         | 1 – 1 | EC Resende |  |  |
|                    | Vini Calixto 40' |       | Yuri 76'   |  |  |

| 3 de julho de 2022 | Vera Cruz | 1 – 3 | Uni Souza                        |  |  |
|                    | Léo 80'   |       | Hubeny 04' · Anathaniel 33', 93' |  |  |

| 3 de julho de 2022 | Brasileirinho | 0 – 8 | Atlético Carioca                                                                                   |  |
|                    |               |       | Leandro 12' · Esthevan 22' · Fabiano 46', 48' · Roberto Junior 49' · Claudio Gabriel 50', 63', 86' |  |

| 11 de julho de 2022 | Uni Souza                                   | 4 – 0 | Brasileirinho |  |  |
| 10:00               | Gabriel Cipriano 53', 75' · Patric 76', 79' |       |               |  |  |

| 11 de julho de 2022 | EC Resende | 0 – 6 | Vera Cruz                                                              |  |  |
| 14:45               |            |       | Gabriel Feliciano 51' · Dener 63', 85', 88' · Kauer 68' · Pedrinho 78' |  |  |

| 10 de julho de 2022 | Belford Roxo                                                           | 4 – 0 | Juventus |  |
|                     | Vitinho 06' · Caio Ferraz 31' · Wendel Paquetá 69' · Marcos Felipe 77' |       |          |  |

| 10 de julho de 2022 | Barcelona-RJ | 0 – 6 | Império Serrano                                                     |  |
|                     |              |       | Ronaldy 12', 38', 65' · Igancio 47' · Didil 52' · Diego Marreta 86' |  |

| 11 de julho de 2022 | Magé Brescia | 0 – 4 | Rio de Janeiro                                                |  |  |
| 14:45               |              |       | Luiz Augusto 21', 84' · Matheus dos Santos 59' · Aruoture 79' |  |  |

| 10 de julho de 2022 | CAAC Brasil | 0 – 5 | Paraty                                                     |  |
|                     |             |       | Deghliê 03' · Digrego 24', 75' · Janderson 46' · Isaac 70' |  |

| 17 de julho de 2022 | Rio de Janeiro                                      | 6 – 1 | CAAC Brasil |  |  |
|                     | Gabriel 03' · Darlan 09', 45', 71', 75' · Bryan 53' |       | André 74'   |  |  |

| 17 de julho de 2022 | Império Serrano                                                  | 5 – 0 | Magé Brescia |  |
|                     | Allan 25' · Anderson 41' · Ignacio 54' · Keven 59' · Jobinho 62' |       |              |  |

| 17 de julho de 2022 | Juventus     | 1 – 2 | Barcelona-RJ                           |  |  |
|                     | Wemerson 35' |       | Charles Perauta 04' · Lucas Maricá 19' |  |  |

| 17 de julho de 2022 | Vera Cruz | 1 – 3 | Belford Roxo                                            |  |  |
|                     | Kauer 73' |       | Alexander Rondon 23' · Gabriel Buscapé 42' · Alemão 61' |  |  |

| 17 de julho de 2022 | Brasileirinho                                                                           | 8 – 0 | EC Resende |  |
|                     | Michel Henrique 26', 53', 59', 67', 89' · Anderson 33' · Gabriel Ramos 55' · Jhonny 84' |       |            |  |

| 17 de julho de 2022 | Atlético Carioca | 1 – 0 | Uni Souza |  |
|                     | Robertinho 72'   |       |           |  |

## Fase Final
Em itálico, as equipes que possuem o mando de campo no primeiro jogo do confronto e em negrito as equipes classificadas.
|  | Semifinais       | Semifinais     | Semifinais | Semifinais |   |              | Final | Final |
|  |                  |                |            |            |   |              |       |       |
|  | Belford Roxo     | 0              | 2          | 2          |   |              |       |       |
|  | Atlético Carioca | 0              | 1          | 1          |   |              |       |       |
|  | Atlético Carioca | 0              | 1          | 1          |   | Belford Roxo | 1     |       |
|  |                  |                |            |            |   | Belford Roxo | 1     |       |
|  |                  | Rio de Janeiro | 0          |            |   |              |       |       |
|  | Império Serrano  | Rio de Janeiro | 0          | 0          | 1 | 1            |       |       |
|  | Império Serrano  |                |            | 0          | 1 | 1            |       |       |
|  | Rio de Janeiro   | 1              | 1          | 2          |   |              |       |       |

## Premiação
| Campeonato Carioca de 2022 – Série C |
| Rio de Janeiro                       |
| ------------------------------------ |
| BELFORD ROXO Campeão (1.º título)    |